# Hugo Hammarskjöld
Åke Hugo Hammarskjöld, född 20 januari 1845 på Väderum i Tuna, Kalmar län, död 3 juni 1937 på Tuna gård, Tuna socken, var en svensk ämbetsman och politiker samt utbildad arkitekt. Han var bror till Carl Hammarskjöld samt kusin till Carl Gustaf Hammarskjöld och Hjalmar Hammarskjöld. 

## Biografi

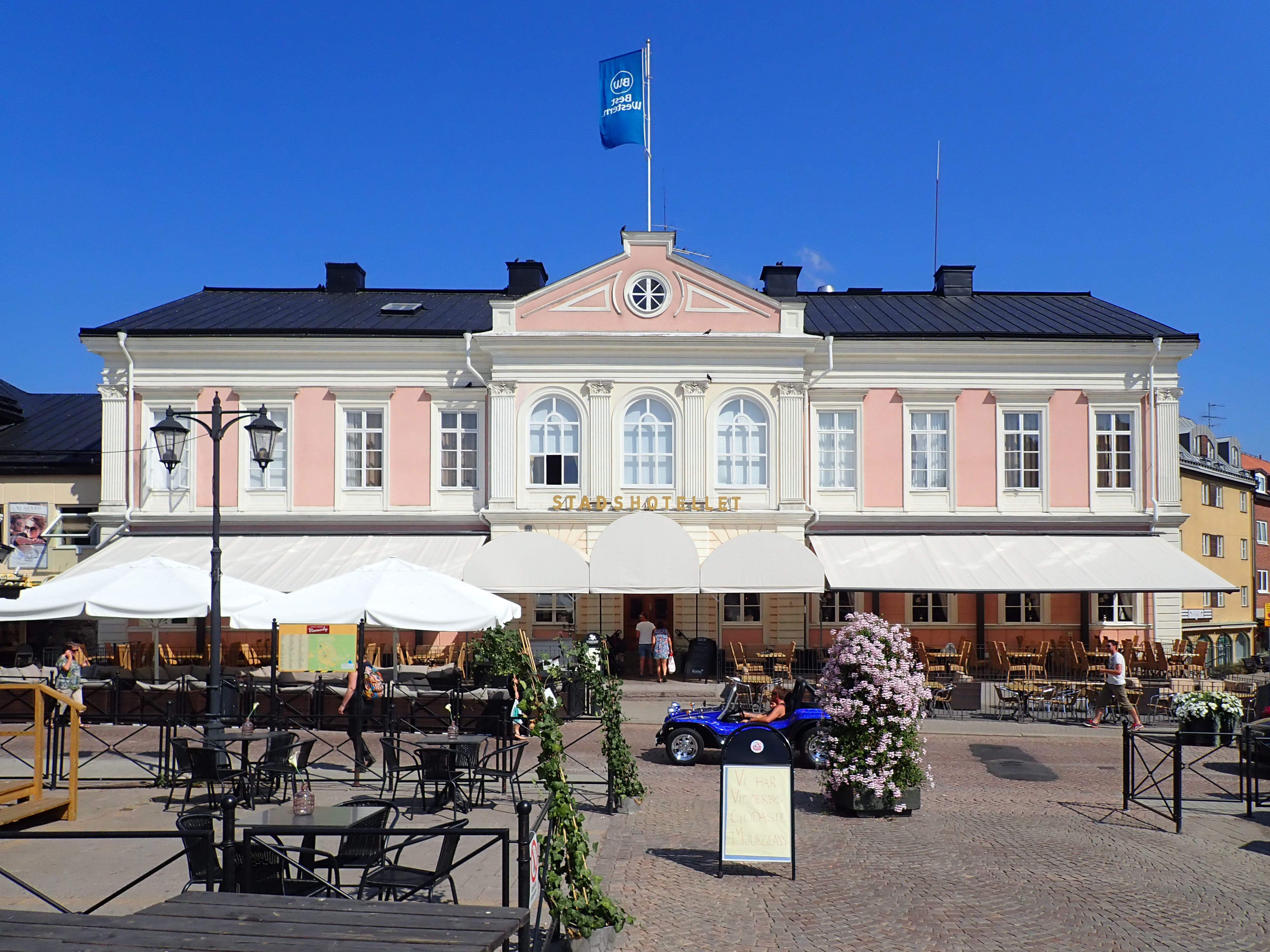
Stadshotellet i Vimmerby.

Hammarskjöld var son till kapten Carl Leonard Hammarskjöld och Beata, född Tham. Han var 1870–1915 gift med Lucie von Krusenstjerna, som var dotter till kapten G. F. von Krusenstjerna och Fredrika, född Danielsson. Efter studentexamen 1863 vid Katedralskolan i Uppsala studerade Hammarskjöld till arkitekt vid Konsthögskolans byggnadsavdelning och tog examen 1869. Till hans arbeten räknas stadshotellet i Vimmerby från 1866 och Fredensborgs herrgård utanför Storebro i Vimmerby socken som han ritade 1875. När fadern dog delades släktgodset Tuna mellan Hugo Hammarskjöld och brodern Carl Hammarskjöld. Själv bosatte han sig på hemgården.
Hammarskjöld engagerade sig tidigt politiskt och då främst för kyrkofrågorna. Han valdes in i andra kammaren vid valet 1893 och var ledamot där i två omgångar, 1894-1896 och 1903-1908. Åren 1909-1918 tillhörde han första kammaren. Redan 1905 erbjöds han att bli ecklesiastikminister men tackade nej, men när erbjudandet kom 1906 från Arvid Lindman kunde Hammarskjöld inte stå emot övertalningarna och trädde in i regeringen som ecklesiastikminister. 
Även som statsråd kom Hammarskjölds intresse för kyrkofrågor att bli avgörande. Genom ett förslag att folkskolan skulle överföras till stadsfullmäktige i rikets större städer, något som redan genomförts i Stockholm, Göteborg och Malmö, fick han motstånd från bland andra Gottfrid Billing. När han sedan lade fram ett förslag mot de så kallade prästerliga privilegierna, som Hammarskjöld fann otidsenliga, och för en lönereglering för prästerskapet röstades detta ner i första kammaren och Hammarskjöld valde då att lämna regeringen.
Innan dess hade han dock tillsammans med ärkebiskopen J A Ekman varit en tongivande aktör i Svenska kyrkans diakonistyrelses tillkomst.